# John W. Cox

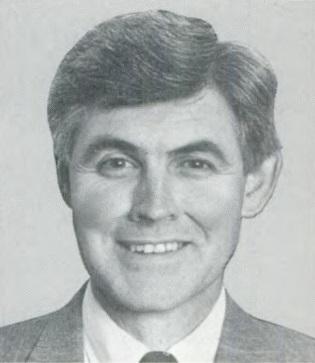
John W. Cox (1991)

John W. Cox Jr. (* 10. Juli 1947 in Hazel Green, Wisconsin) ist ein US-amerikanischer Politiker. Zwischen 1991 und 1993 vertrat er den Bundesstaat Illinois im US-Repräsentantenhaus.

## Werdegang
John Cox studierte bis 1969 an der University of Wisconsin in Platteville. In den Jahren 1969 und 1970 diente er in der US Army. Nach einem anschließenden Jurastudium an der John Marshall School of Law und seiner Zulassung als Rechtsanwalt begann er in diesem Beruf zu arbeiten. Von 1976 bis 1984 war er Staatsanwalt im Jo Daviess County in Illinois. Von 1984 bis 1984 war er als Staatsanwalt für die Staatsregierung von Illinois tätig. In den Jahren 1985 und 1986 unterrichtete er am Loras College in Iowa. Von 1989 bis 1991 fungierte er als städtischer Anwalt von Galena.
Politisch schloss sich Cox der Demokratischen Partei an. Bei den Kongresswahlen des Jahres 1990 wurde er im 16. Wahlbezirk von Illinois in das US-Repräsentantenhaus in Washington, D.C. gewählt, wo er am 3. Januar 1991 die Nachfolge der Republikanerin Lynn Morley Martin antrat. Da er im Jahr 1992 nicht bestätigt wurde, konnte er bis zum 3. Januar 1993 nur eine Legislaturperiode im Kongress absolvieren.
Nach dem Ende seiner Zeit im US-Repräsentantenhaus praktizierte John Cox wieder als Anwalt. Heute ist er einer der Vizepräsidenten der Firma Jo-Carroll Energy Inc.